# Bénabar
Bénabar, vlastním jménem Bruno Nicolini (* 16. června 1969) je francouzský skladatel a zpěvák. Jeho písně jsou jednoduché a přímočaré, ukazují věci každodenního života z humornější stránky, mnohdy až s nemalou dávkou cynismu. Ve své tvorbě čerpá z dědictví francouzských šansonů, značný vliv má akordeon, klavír a francouzská dechovka.

## Biografie
Svou profesní kariéru začal ve filmovém průmyslu, kde pracoval jako asistent ve snímku Le Brasier (1991), a později režíroval tři krátká díla: Nada Lezard (1991), Sursum corda (1994) José Jeannette (1992). Poté pracoval několik let v divadle, kde dostal od přítele Patchola přezdívku Bénabar (užíval jen na jevišti). Jeho hudební působení nabíralo na obrátkách a začal koncertovat již jako zpěvák po celé Francii, Belgii, Švýcarsku. Díky debutovému albu Bénabar (2001) se stává stále více populárním a dostával se hlouběji do povědomí mimo-francouzské hudební společnosti.
Roku 2003 byl nominován jako objev roku v soutěži Victoires de la musique 2003. V roce 2004, po úspěšném vydání Les risques du métier, získává ocenění "Šansonové album roku". Následující album Reprise des négociations (2006) dosáhlo na hranici čtvrtého nejprodávanějšího alba ve Francii s celkovou tržbou 2,18 mil. eur. V roce 2007 oceněný tituly "umělec roku" a "původní píseň roku" (Le twist).
Má dva bratry jménem Patrick a Sébastien. Syn Manolo se narodil v roce 2004 a dcera v roce 2009.

## Diskografie

### Studiová alba
| Rok  | Album                    |
| ---- | ------------------------ |
| 1997 | La p'tite monnaie        |
| 2001 | Bénabar                  |
| 2003 | Les risques du métier    |
| 2005 | Reprise des négociations |
| 2008 | Infréquentable           |
| 2011 | Lés bénéfices du doute   |

### Live alba
| Rok  | Album             |
| ---- | ----------------- |
| 2004 | Live au Grand Rex |